# Aeroportul Cork
Aeroportul Cork (IATA: ORK, ICAO: EICK) este un aeroport din Ballyphehane⁠(d), Cork, Cork, Munster⁠(d), Irlanda ce deservește zona Cork. Aeroportul a fost tranzitat în iunie 2022 de 247.537 de pasageri. A fost deschis în 16 octombrie 1961 și numit după zona deservită.
Situat la o altitudine de 153 m, aeroportul dispune de 2 piste. Este operat de daa plc⁠(d).

## Infrastructură

### Piste
Aeroportul dispune de 2 piste. Pista 16/34 are suprafața de asfalt și dimensiunile 2.133 m × 45 m. Pista 07/25 are suprafața de beton și dimensiunile 1.310 m × 45 m. 